# Wladimir Iwanowitsch Samkowoi
Wladimir Iwanowitsch Samkowoi (russisch Владимир Иванович Замковой; * 1928) war ein sowjetischer Politologe.
Samkowoi lehrte an der Moskauer Stadtuniversität, wo er sich 1963 mit einer Arbeit über „Krieg und Frieden in unserer Epoche“ habilitierte. Das Werk wurde 1969 in einer von Melitta Wiedemann besorgten deutschen Übersetzung als Krieg und Koexistenz in sowjetischer Sicht veröffentlicht.
Die Schweizer Monatshefte werteten die deutsche Übertragung des Werkes als „aus verschiedenen Gründen äusserst aufschlussreich“: Das Buch zeige, wie im kommunistischen Herrschaftsbereich Sozialwissenschaft betrieben werde, „nämlich als ein äußerst mühseliges, scholastisch anmutendes Exegese-Geschäft um Marx, Lenin und um neuere Parteiprogramme“.

## Schriften
- W. I. Samkowoj: Krieg und Koexistenz in sowjetischer Sicht, (= Politik in unserer Zeit, Bd. 12.) Pfullingen 1969.